# 오지코엔역
오지코엔역(일본어: 王子公園駅, おうじこうえんえき)은 일본 효고현 고베시 나다구에 있는 한큐 전철 고베 본선의 역이다. 역 번호는 HK-14이다.
오지 공원의 남쪽에 위치하고 있다. 공원 내의 고베 시립 오지 동물원에 판다가 사육되면서 역에서는 곳곳에 판다의 일러스트가 배치되어 있다.

## 역사
- 1936년 4월 1일: 니시나다역으로 한신 급행 전철 고베 선의 고베 역(2대, 현재의 고베산노미야 역) 구간 연장과 동시에 영업 개시. 원래, 고베 선의 종착역이었던 고베 역(초대)은 이때 가미쓰쓰이 역으로 개명되었고 당역 ~ 가미쓰쓰이 역 간은 가미쓰쓰이 선이 됨.
- 1940년 5월 20일: 가미쓰쓰이 선 폐지.
- 1941년 1월 16일: 고베 시덴이 개업하고 니시나다 역 옆에 하라다 역 설치(1969년 3월 23일에 폐지).
- 1956년 10월 24일: 역사 이전.
- 1968년 4월 7일: 고베 고속 철도 개통에 따라, 산요 전기철도의 열차가 다니게 됨.
- 1984년 6월 1일: 오지코엔역으로 역명 변경. 개업 이후 "니시나다"의 역명으로 있었지만 남쪽으로 500m 이상 떨어진 한신 본선에 동명의 니시나다 역과 구별하려는 목적으로 오지 공원 근처역으로 변경됨.
- 1995년
  - 1월 17일: 한신・아와지 대지진으로 재해, 영업 정지.
  - 2월 13일: 미카게 ~ 당역 구간이 복구되고 이 구간에서 보통 열차의 정기 왕복 운행 개시.
  - 3월 13일: 오지코엔 ~ 산노미야 역 구간이 복구되고 당역 ~ 산노미야 역 구간에서 보통 열차의 정기 왕복 운행 개시.
  - 6월 1일: 오카모토 ~ 미카게 역 구간이 복구되어 슈쿠가와 ~ 고베 고속 철도 신카이치 역 구간에서 보통 열차의 정기 왕복 운행 개시.
  - 6월 12일: 니시노미야키타구치 ~ 슈쿠가와 역 구간이 복구되고, 개통.
- 1998년 2월 15일: 산요 전기철도와 상호 직통 운전 중단.
- 2013년 12월 21일: 역 번호 도입.

## 역 구조
상대식 승강장 2면 2선의 고가역이다. 보선 기기용 철로의 분기기가 있지만 절대 신호기가 없어 정류장으로 분류된다.
개찰구는 1층의 동서에 각 1개소, 승강장은 2층에 있다. 개업 당초에는 이전이 예정되어 있었기 때문에 목조의 가설 구조의 승강장이었고, 전재로 소실되어 동쪽으로 약 300m의 위치에 가설역사가 설치되는 등 오랫동안 임시 구조에서의 영업이 계속되고 있었다. 제11회 국민 체육 대회가 개최되는 1956년에 현 위치에 철근 콘크리트 구조의 역이 설치되었다.
고베 본선 개통 시의 종착역이었던 가미쓰쓰이 지선 가미쓰쓰이 역(1940년 폐지) 쪽으로 선로가 이어지던 자취로서, 역의 오사카 방향으로 인상선이 있었고, 한신・아와지 대지진 직후의 구간 운전의 차량의 반입에 이용된 후에는 쓰지 않고 있다.
가미쓰쓰이 지선의 영업 시에는 지상의 구본선 하행선 측에만 승강장이 마련되었으며 가미쓰쓰이 측에 마련된 건늠선을 이용하여 반환을 하고 있었다. 그러나, 말기에는 이 지선도 단선 영업하는 바람에 단순한 회차역이 되고 있었다.

### 승강장
| 남측 | ■ 고베 본선(하행) | 고베 (산노미야)・신카이치・산요 전철선 방면                |
| 북측 | ■ 고베 본선(상행) | 오사카 (우메다)・니시노미야키타구치・교토・다카라즈카 방면 |

## 역 주변

### 니시구치
- 오지 공원・고베 시 오지 스포츠 센터
  - 고베 문학관
  - 고베 시립 오지 동물원
  - 옛 헌터 주택
  - 고베 시 오지 경기장
- 효고 현립 미술관 하라다의 숲 갤러리
- 요코 오타다노리 현대 미술관
- 서일본여객철도(JR 서일본) 나다역 - 남쪽으로 약 600m.
- 한신 전기철도 이와야 역 - 남쪽으로 약 900m.
- 나다 역전 우체국
- 고베 시립 후키아이 고등학교
- 고베 시립 과학 기술 고등학교
- 고베 시립 고베 공과 고등학교
- 고베 가이세이 조시가쿠인 대학
- 고베 가이세이 여자 학원 중・고등학교
- 쇼인 중・고등학교

### 히가시구치
- 한큐 택시 오지 영업소 - 역의 고가 밑에 있다.
- 한신 전기철도 니시나다 역 - 남동쪽으로 약 1100m
- 스이도스지 상가
- 고베 후쿠즈미 우체국
- 고베 스이도스지 우체국
- 효고 현립 고베 고등학교
- 서일본여객철도(JR 서일본) 마야역(구, 히가시나다 신호장)

## 사진

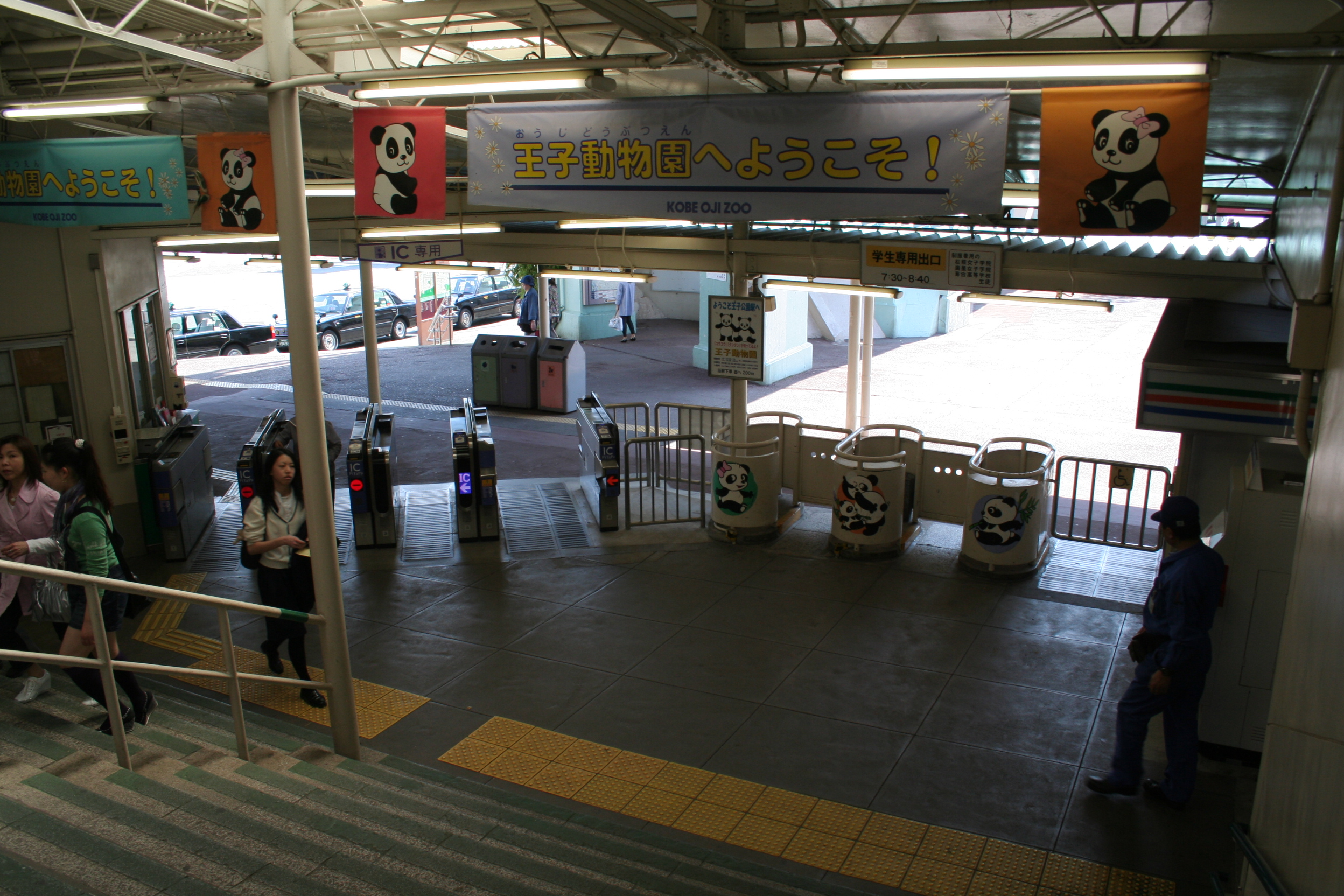
개찰구
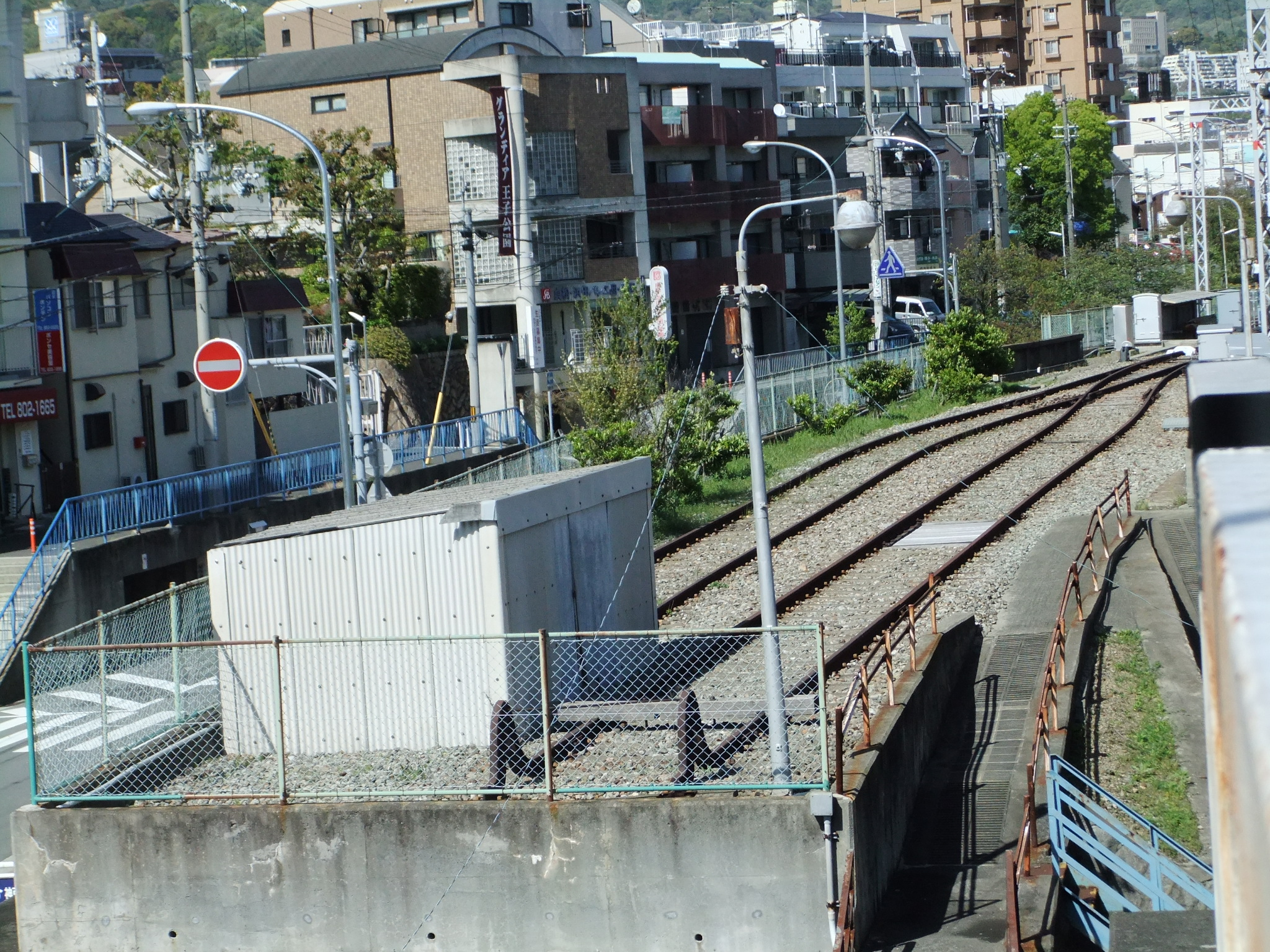
측선, 본래에는 가미쓰쓰이 선의 선로였다.
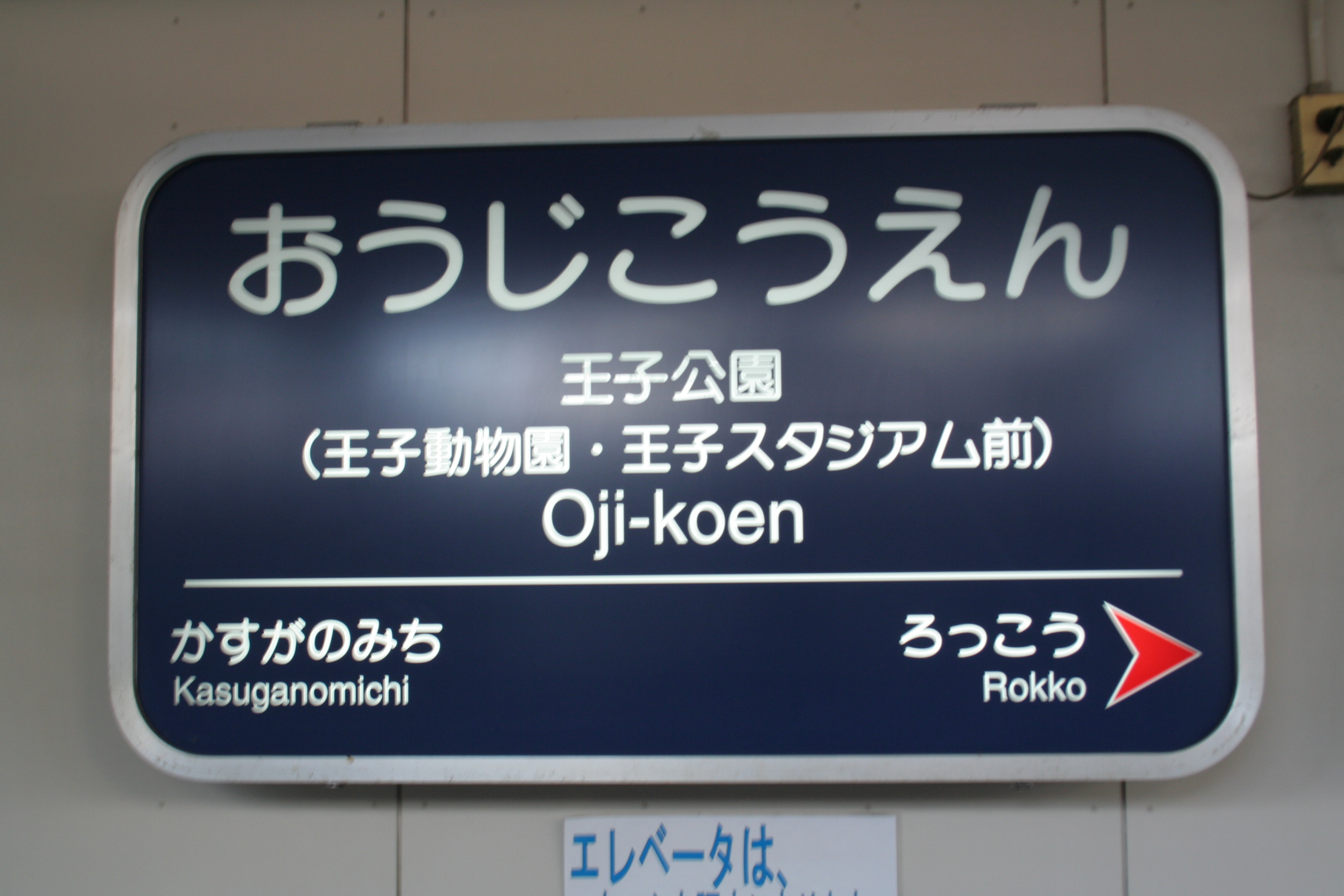
역명판

## 인접역
| 한큐 전철 ■ 고베 본선  | 한큐 전철 ■ 고베 본선    | 한큐 전철 ■ 고베 본선            |
| ---------------------- | ------------------------ | -------------------------------- |
| HK-13 롯코 우메다 방면 | ■ 급행 ■ 통근급행 ■ 보통 | 가스가노미치 HK-15 신카이치 방면 |